# Droga krajowa nr 53 (Węgry)
Droga krajowa nr 53 (węg. 53-as főút) – droga krajowa w komitacie Bács-Kiskun w południowych Węgrzech. Długość - 89 km. Przebieg: 
- Solt – skrzyżowanie z 52
- Kiskőrös
- Soltvadkert – wspólny odcinek z 54
- Kisszállás – skrzyżowanie z 55
- Tompa
- przejście graniczne Tompa – Kelebija